# Eau en Afrique du Sud

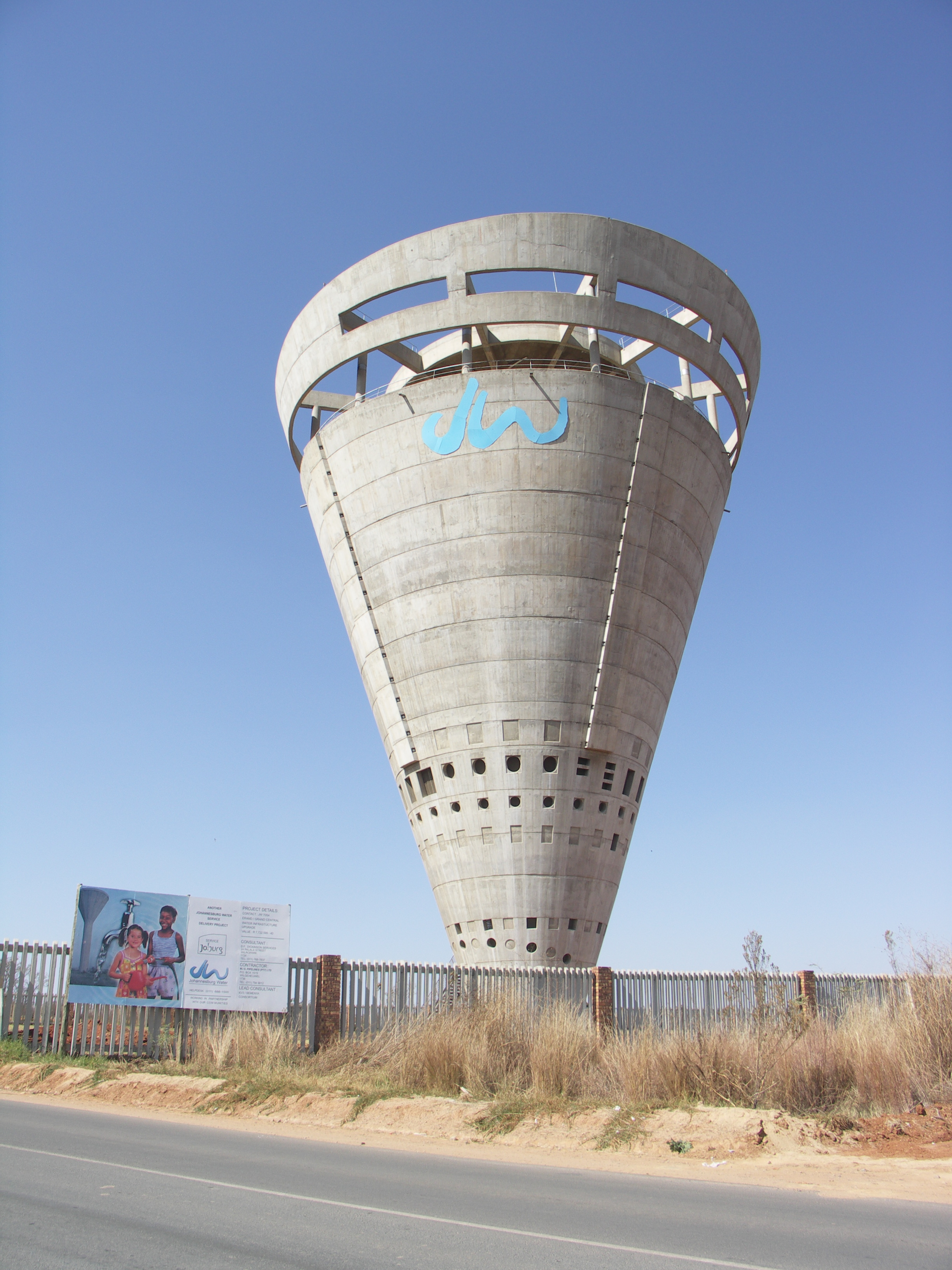
Un château d'eau de Johannesburg.

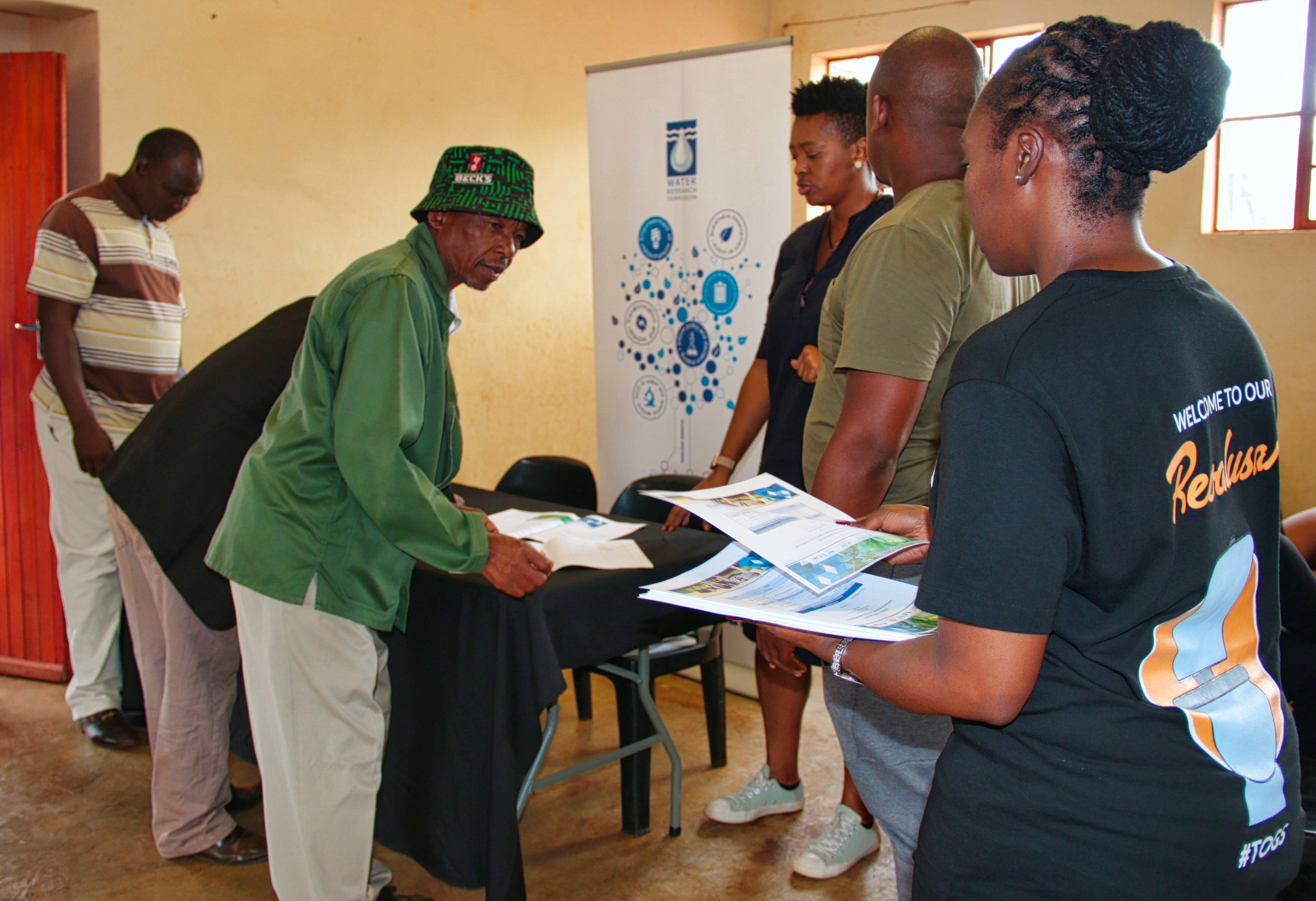
Sensibilisation de la population dans un village de Ga-Mokgotho dans la province de Limpopo (2019).

La gestion des ressources en eau est un enjeu important en Afrique du Sud. L'ouest du pays dispose de ressources moindres que l'est, et est fréquemment sujet à des situations de stress hydrique. De nombreux progrès ont été réalisés pour l'accès à l'eau potable, mais les populations les plus défavorisées ou isolées ont toujours des difficultés à y accéder.

## Ressources

### Précipitations
Les ressources naturelles en eau sont inégalement réparties selon la géographie de l'Afrique du Sud. Alors que l'ouest est sec et ne reçoit des pluies qu'en été, à raison de 100 mm par an, l'est et le sud-est reçoivent plus de 1 000 mm de précipitations en moyenne.
Avec le réchauffement climatique, la saison sèche devient plus longue et plus sèche, conduisant à une augmentation des pénuries. L'année 2019 voit ainsi des niveaux d'eau 10 % à 60 % inférieurs à ceux de 2018. Cette année-là, le président Cyril Ramaphosa reconnaît que « la situation est terrible » dans cinq des neuf provinces sud-africaines.

### Cours d'eau

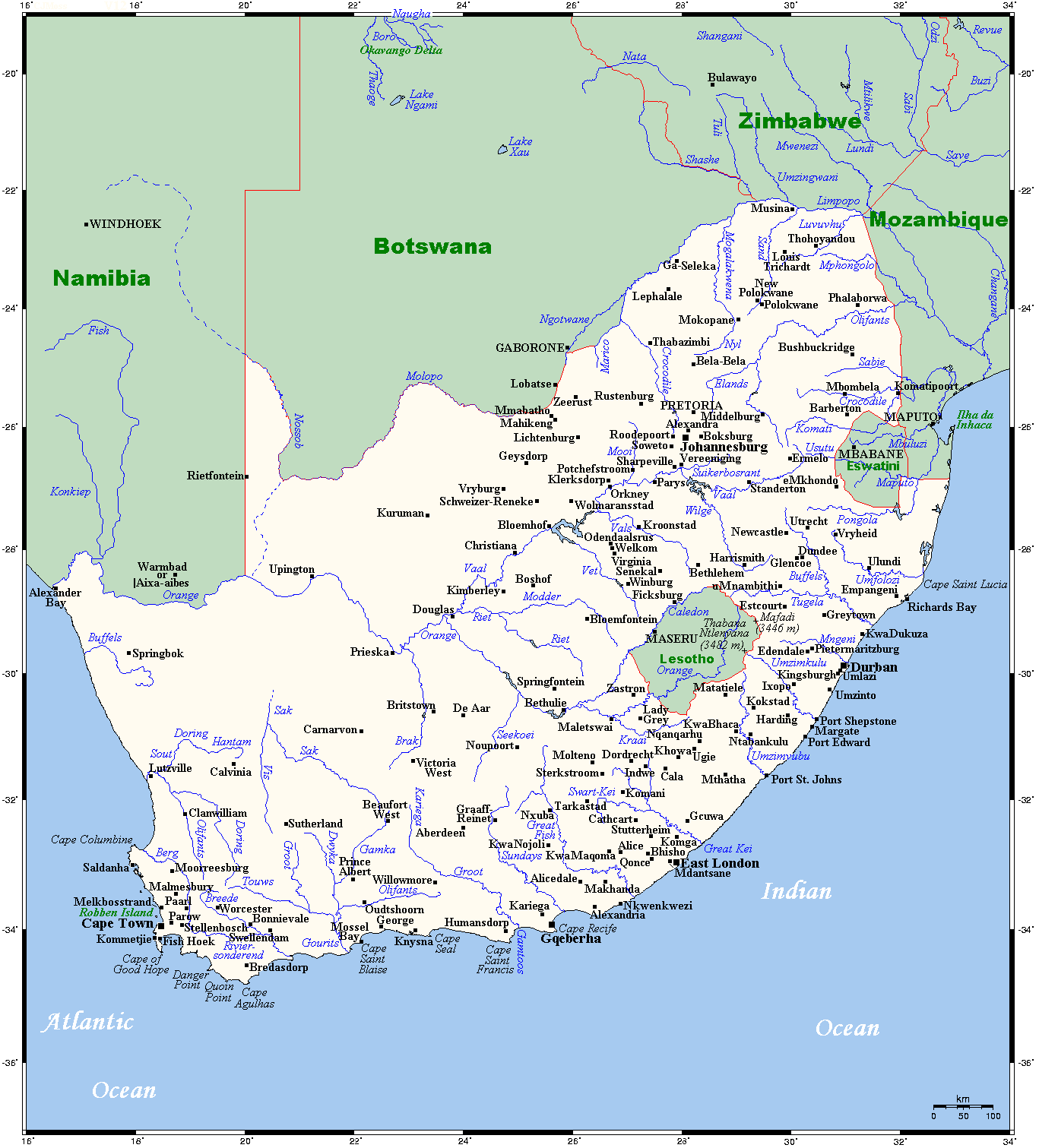
Carte hydrographique de l'Afrique du Sud.

Le fleuve Orange est le plus long d'Afrique du Sud et se jette dans l'océan atlantique. Le Limpopo est également un fleuve important. Les monts Drakensberg sont la source d'une grande partie des cours d'eau du pays.

### Dessalement
L'Afrique du Sud est bordée par l'océan Atlantique et l'océan Indien. La piste du dessalement de l'eau de mer est étudiée, mais nécessite beaucoup d'énergie, dont le pays manque.

### Aménagements

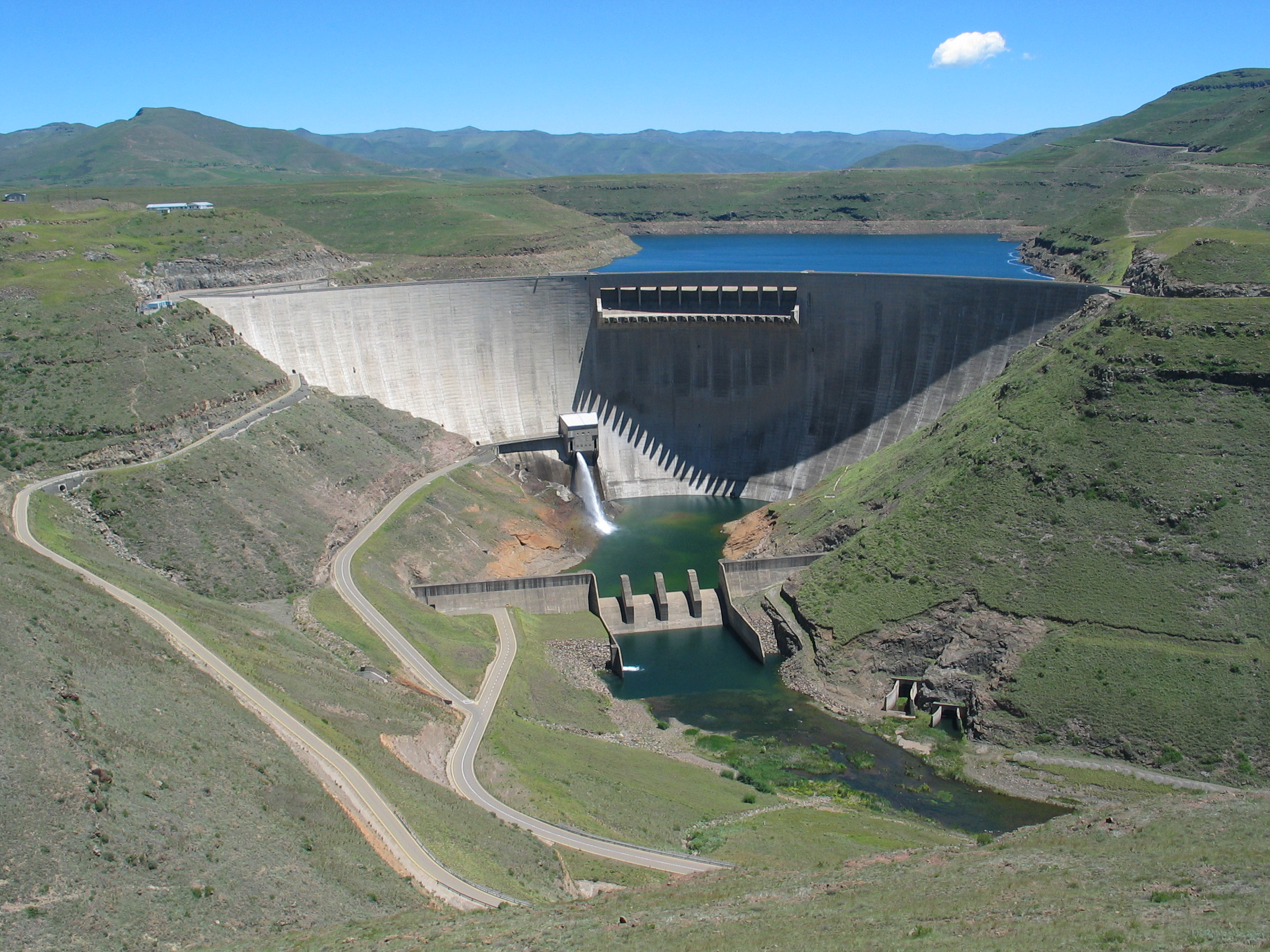
Le barrage de Katse, au Lesotho, alimente l'Afrique du Sud en eau potable.

Des barrages et des tunnels de transfert d'eau ont été construits, notamment en coopération avec le Lesotho.

## Accès à l'eau

### Histoire
Le département ministériel de l'eau est fondé en 1912.
À partir des années 1950, le régime d'apartheid construit un système de barrages afin de transférer l'eau vers l'ouest et le sud, principalement pour des raisons agricoles.
Après la chute de l'apartheid, le nouveau gouvernement de l'ANC signe les principes édictés en 1992 lors de la Conférence internationale sur l'eau et l'environnement de Dublin.
La constitution de 1996 reconnaît dans son article 27, le droit d'accès à l'eau,.
Une loi de 1997 précise que tout foyer doit se trouver à moins de 200 mètres d'une source fournissant au moins 25 litres par jour et par personne, et en 2000, il est décidé que les six premiers mètres cubes sont gratuits.
En 1990, on estimait que 15 millions de personnes n'avaient pas accès à l'eau potable de façon fiable, et 20 millions à des services sanitaires. La politique volontariste du gouvernement sud-africain permit d'apporter l'eau à 10 millions de personnes, en à peine quinze ans. En 2006, l'UNICEF estimait que 93 % de la population avait accès à l'eau.
En janvier 2020, Lindiwe Sisulu, ministre de l'eau, propose un plan à 900 milliards de rands pour améliorer la situation hydrique de l'Afrique du Sud. Il est alors estimé que plus d'un tiers de l'eau est perdue en raison des fuites de tuyaux, des infrastructures défectueuses ou vieillissantes, d'actes de vandalisme, et de pollution. Parmi l'éventail de propositions, on trouve le dessalement, l'ensemencement des nuages, les forages, la réutilisation ou recyclage des eaux usées et de meilleures solutions de stockage.

### Desserte de la population
26 % de la population n'a pas accès à une eau potable de façon fiable, et l'accès à une eau polluée cause plusieurs morts, notamment dans les townships.

## Au niveau local

### Cap-Occidental

Ressources en eau pour la ville du Cap.

La ville du Cap, principale agglomération de la province du Cap-Occidental a un climat méditerranéen, et est approvisionnée en eau par 6 réservoirs situés dans les montagnes environnantes.
À partir de 2015, la province fait face à une sécheresse inquiétante, et ses réserves d'eau baissent, jusqu'à début 2018 où une crise de l'eau a lieu. Le 1er février 2018, la ration quotidienne passe à une cinquantaine de litres par jour. La proclamation de l'état de catastrophe naturelle a lieu le 13 février. En cas de « jour zéro », si le niveau de l'eau passe sous les 13,5 % de la capacité des barrages, l'armée doit alors être chargée de la distribution d'une ration de 25 litres par jour et par personne, dans 200 points situés dans la ville. En plus d'être néfaste aux habitants, la sécheresse menace l'économie du Cap, notamment la viticulture et le tourisme, indispensables au développement économique de la région.
Au début du mois d'avril 2018, les autorités signalent une amélioration de la situation, la pénurie d'eau étant repoussée à l'année 2019.
Le réchauffement climatique est pointé comme une des principales causes de la sécheresse. Une politique de restriction d'eau drastique est mise en place, et alors que les habitants des bidonvilles consomment déjà peu d'eau, c'est la population aisée qui a dû se limiter le plus.
La mise en service d'une centrale de dessalement par osmose alimentée à l'énergie solaire est annoncée en juin 2018 et doit entrer en service en octobre de la même année. Elle doit fournir une capacité de 100 m3 d'eau potable en situation normale, et jusqu'à 300 en pic.

### Cap-Oriental
La province du Cap-Oriental est frappée par une importante crise hydrique en 2019. Dans certains endroits, les vraies pluies remontent à 5 ans. Les fermiers vendent leur bétail pour, et les habitants ne consevent l'eau que pour la boire ou cuisiner. La municipalité métropolitaine de Nelson Mandela Bay risque la pénurie, alors que le niveau des barrages est extrêmement bas en décembre 2019,. Des forages sont réalisés, mais ne sont pas suffisants.

### Gauteng
À la suite de fortes pluies dans le Gauteng, une importante canalisation a cédé à l'est de Pretoria. 300 000 habitants de la municipalité métropolitaine de Tshwane sont affectés. Les réparations de l'approvisionnement en eau doit durer jusqu'en août 2020.